# Schlachtschiff

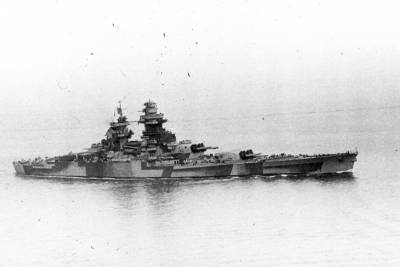
Die Richelieu im Jahre 1943

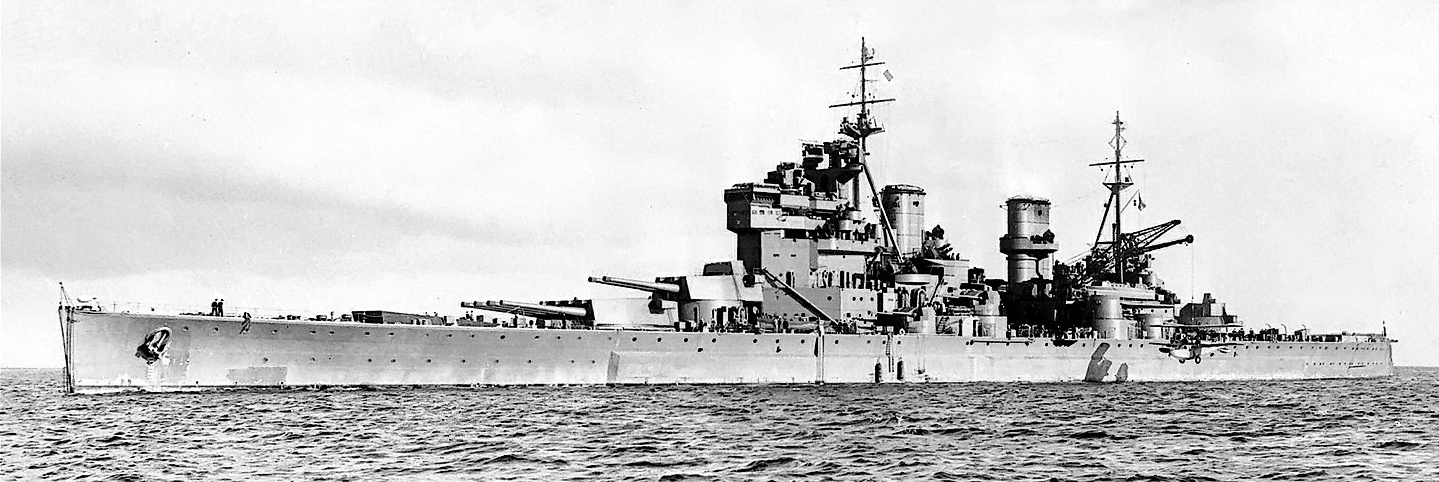
Die Prince of Wales Anfang 1941

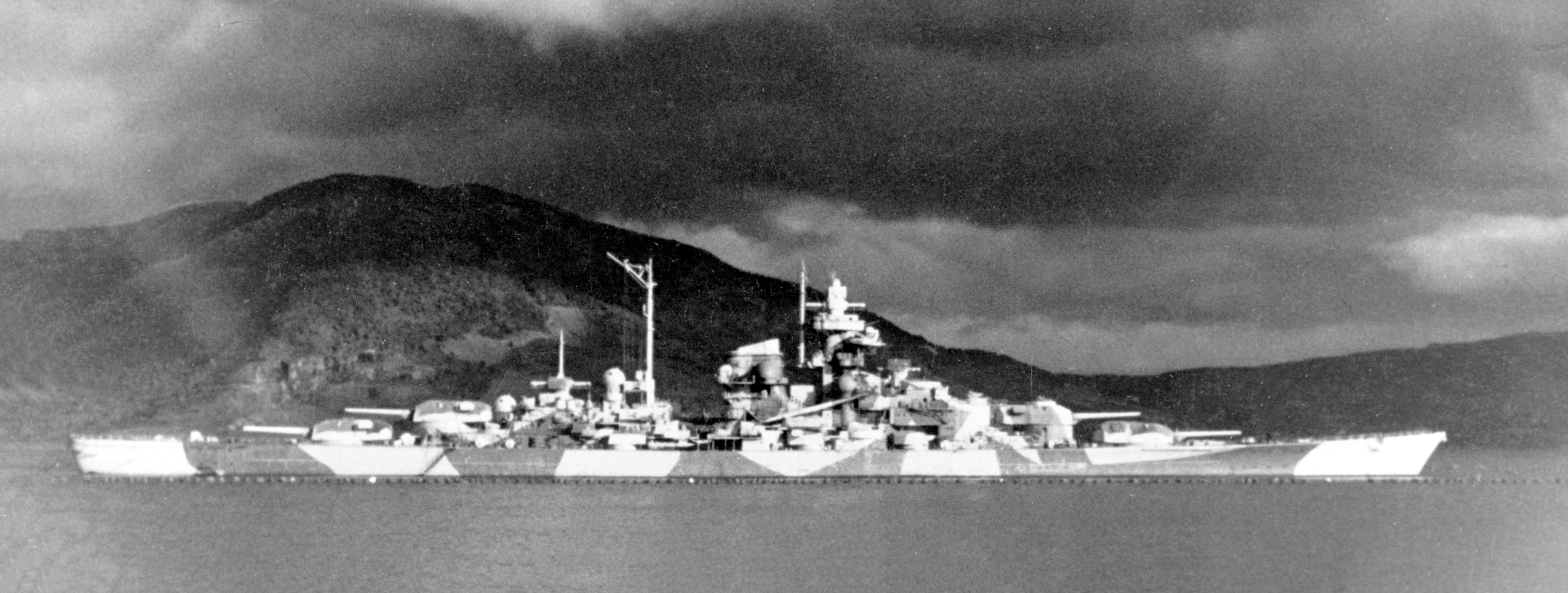
Die Tirpitz in der Bogenbucht

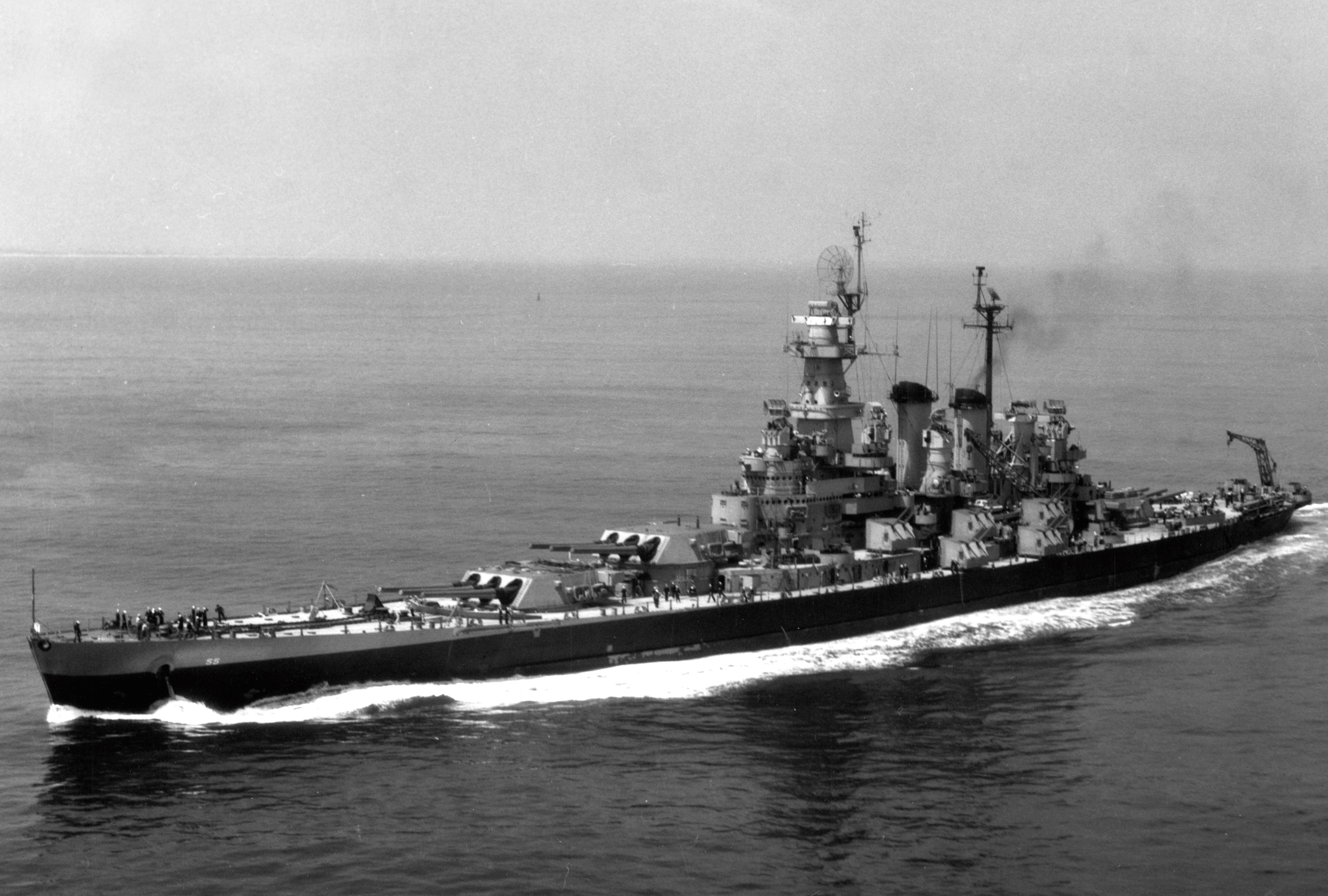
Die North Carolina im Sommer 1946

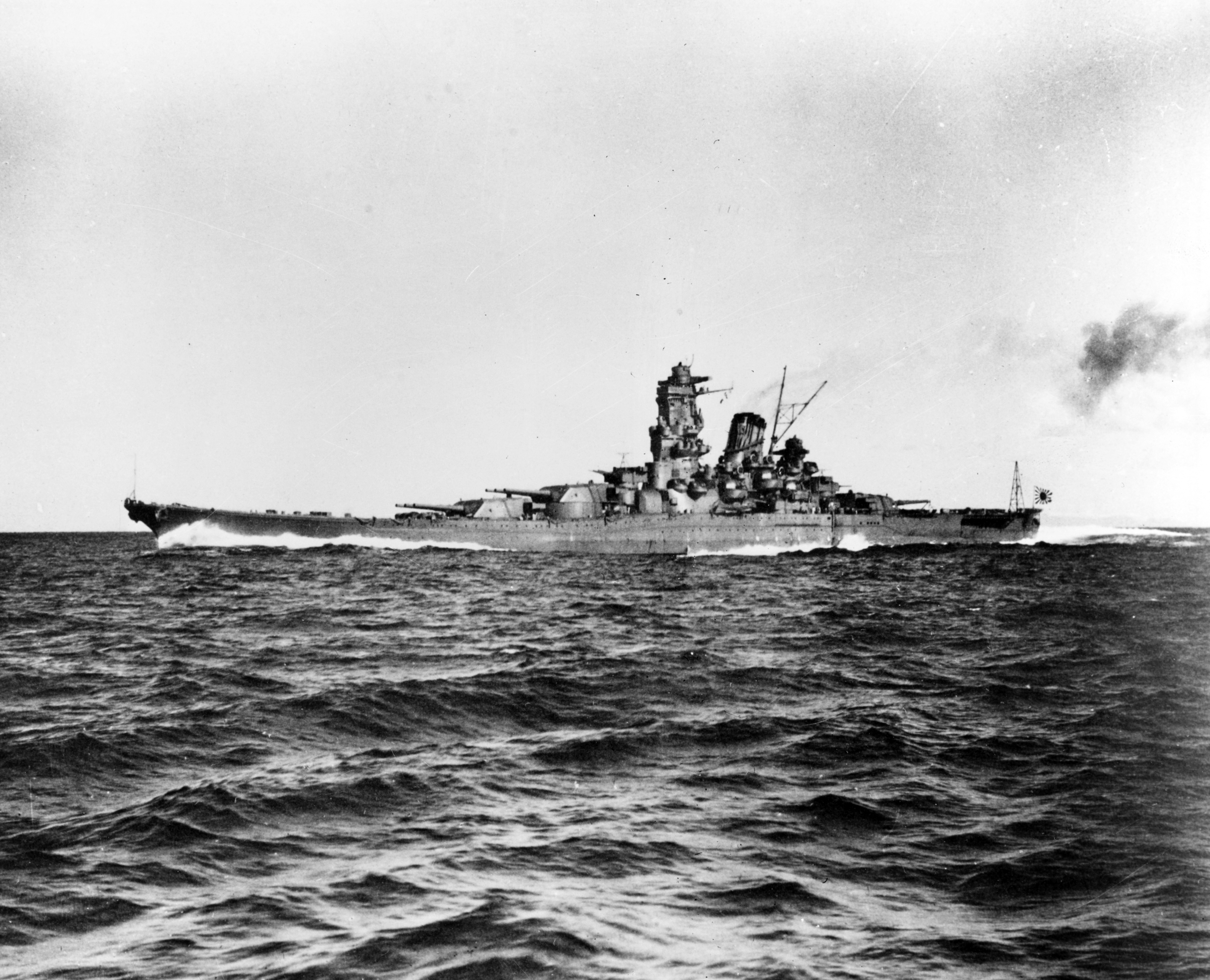
Die Yamato, das größte Schlachtschiff, das je gebaut wurde, im Herbst 1941

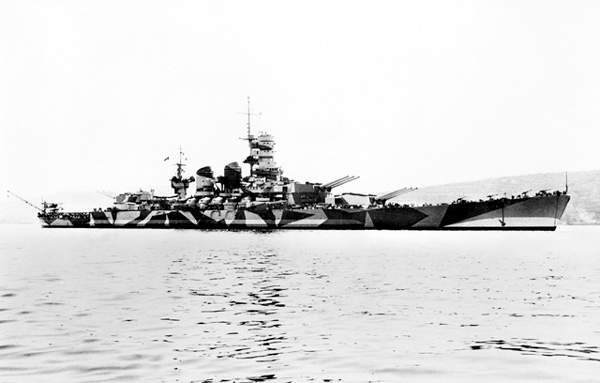
Die Roma der Regia Marina im Jahre 1942

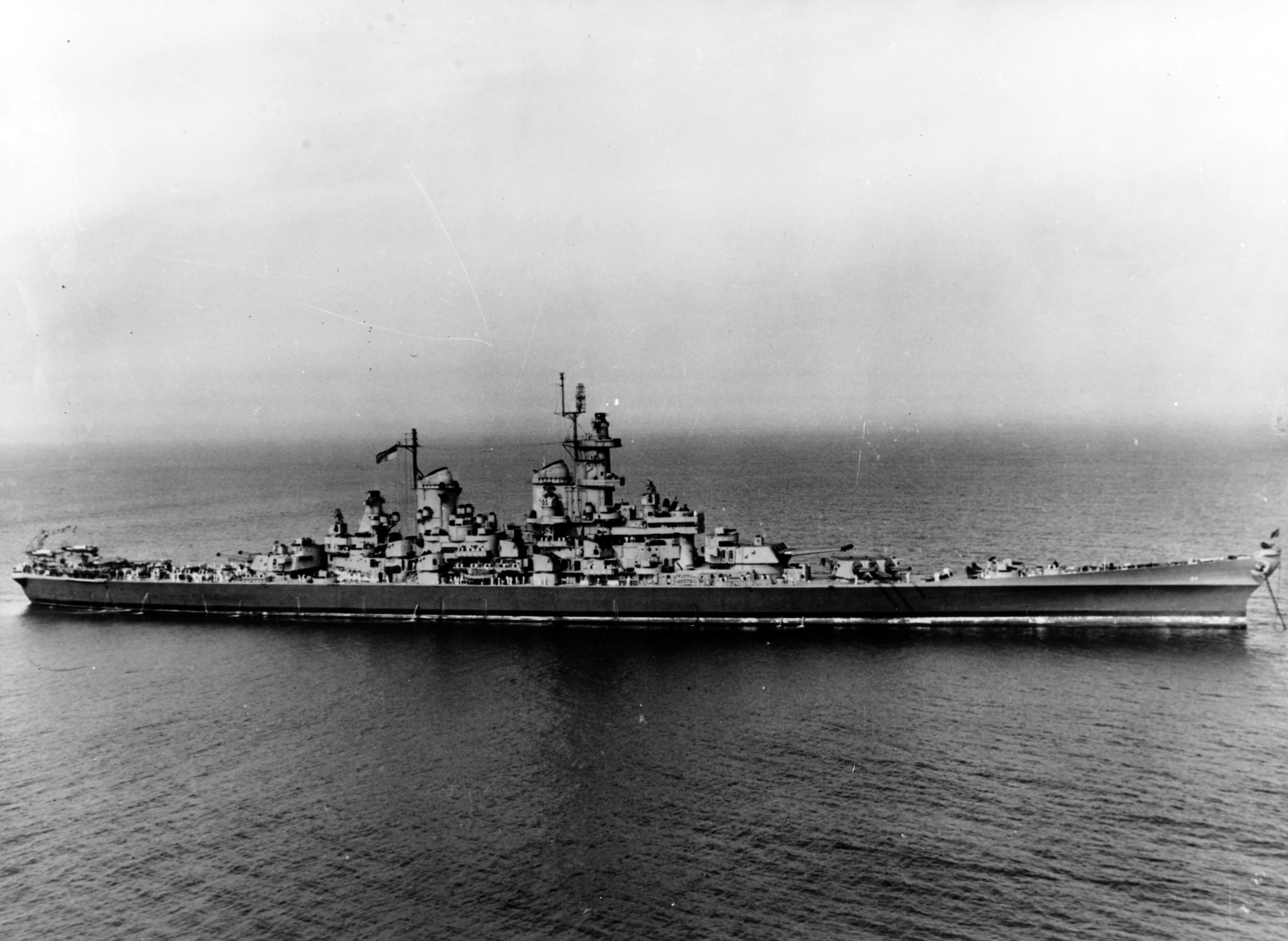
Die Wisconsin im Mai 1944

Als Schlachtschiffe werden schwer gepanzerte Großkampfschiffe des ausgehenden 19. und des 20. Jahrhunderts bezeichnet. In Deutschland wurden diese Kriegsschiffe bis zum Ende des Ersten Weltkrieges als Linienschiffe bzw. Großlinienschiffe bezeichnet. In anderen Sprachen werden Schlachtschiffe zum Teil auch noch heute als Panzerschiffe bezeichnet (frz. cuirassé, ital. corazzata, span. acorazado, poln. pancernik). Mit der Einführung des Einheitskalibers in der Royal Navy (Dreadnought) setzte sich vor allem im angloamerikanischen Sprachgebrauch, aber auch in der k.u.k. Kriegsmarine, die Bezeichnung „Schlachtschiff“ (englisch battleship) als Typenbezeichnung durch. Sie erlebten ihre Blütezeit in der ersten Hälfte des 20. Jahrhunderts. Mit dem Aufkommen des Flugzeugträgers und der Entwicklung von modernen Waffen wie Lenkflugkörpern verloren sie ihre Bedeutung.

## Geschichte
Die ersten Vorgänger der Schlachtschiffe wurden gegen Mitte des 19. Jahrhunderts gebaut. Durch die Entwicklung der modernen Geschützgranate 1822 durch Henri Paixhans wurde es nötig, die Rümpfe der Segelschiffe mit Eisenplatten zu versehen. Gleichzeitig wurden die Schiffe mit der Einführung des Dampfmaschinenantriebs unabhängig vom Wind. Die Überlegenheit gepanzerter Schiffe wurde erstmals während des Krimkriegs 1855 mit französischen Schwimmenden Batterien für die ganze Welt erkennbar.
Die starke Konkurrenz unter den großen Seestreitmächten, allen voran Großbritannien und Frankreich, brachte im Zeitalter der Industrialisierung zahlreiche neue Erfindungen und Verbesserungen in der Seekriegsführung hervor. Darunter die Verbesserung des Antriebs durch Verbunddampfmaschinen sowie die Einführung von Hinterladergeschützen.

### Einheitslinienschiff
Ab den 1870er-Jahren gingen fast alle Marinen der Welt, allen voran des Vereinigten Königreichs, Frankreichs, Deutschlands, Russlands und Italiens, dazu über, gepanzerte Linienschiffe mit Geschütztürmen zu bauen. Außerdem verzichtete man auf die frühere Takelage, da diese zu erheblichen Nachteilen sowohl im Kampf als auch in der Navigation führte. Zugleich unternahmen zunächst Frankreich und Großbritannien den Versuch, mit der Verwendung von Verbundstahl die Panzerung zu verbessern. So gut wie alle dieser Pre-Dreadnoughts oder Einheitslinienschiffe wurden von Verbunddampfmaschinen angetrieben, die ab Mitte der 1890er-Jahre mit Dampf aus Wasserrohrkesseln versorgt wurde. Bis etwa um 1900 stieg die Wasserverdrängung der meisten dieser Schiffe auf bis zu 16.000 t an. Dabei erreichten sie meist eine Höchstgeschwindigkeit von etwa 18 Knoten, waren etwa 125 bis 130 Meter lang und hatten eine Besatzung von etwa 600 bis 880 Mann.

### HMS Dreadnought
Der Fortschritt bei der Entwicklung der Schiffsartillerie zu Beginn der 1900er-Jahre führte immer mehr dazu, dass die effektiven Schussreichweiten auf bis zu 5.500 m stiegen. Dies zwang die Geschützmannschaften dazu, den Einschlag der Granaten abzuwarten, um die Distanz zum Ziel zu ermitteln. Durch den Einsatz von diversen Waffen mit kleinerem Kaliber wurden jedoch beim Einschlag ins Wasser so große Fontänen erzeugt, dass mögliche Treffer der größeren Geschütze dadurch verdeckt wurden. Daher stand man vor der Wahl, das Feuer der kleineren Geschütze zurückzuhalten, womit der Nutzen ihrer schnelleren Feuerrate verloren ging, oder es konnte nicht abgeschätzt werden, durch wen ein Einschlag verursacht wurde, was die Entfernungsmessung und das Anvisieren schwieriger machte.
1903 veröffentlichte der italienische Admiral und Marineingenieur Vittorio Cuniberti in Jane’s Fighting Ships einen Artikel, in dem er das Konzept eines neuartigen Großkampfschiffes vorstellte. Dieses Schiff sollte eine einheitliche Bewaffnung von zwölf 305-mm-Geschützen, eine Verdrängung von 17.000 tn.l., 305 mm Panzerung und eine Geschwindigkeit von 24 Knoten aufweisen. Die Royal Navy, die kaiserliche japanische Marine und die United States Navy erkannten diese Probleme bereits vor 1905. Die Royal Navy änderte die Konstruktion der Schlachtschiffe der Lord-Nelson-Klasse, um eine sekundäre Bewaffnung mit 230-mm-Geschützen einzubauen, die auf größere Entfernungen schießen konnten als die 150-mm-Geschütze älterer Schiffe. 1904 begann die US-Navy mit dem Bau von Großkampfschiffen mit Einheitskaliber und 1905 folgten die Japaner mit der Satsuma-Klasse. Erst die Dreadnought, die im Februar 1906 vom Stapel lief, war jedoch das erste fertiggestellte Schiff, das alle anderen Schiffe über Nacht obsolet machte. Durch Verbesserungen in der Antriebstechnik – unter anderem die Erfindung der Dampfturbine durch Charles Algernon Parsons – konnten die bisher genutzten Kolbendampfmaschinen durch wesentlich effizientere Maschinen ersetzt werden. Die Geschwindigkeit konnte auf bis zu 23 Knoten angehoben werden. Eine weitere Neuerung gegenüber älteren Entwürfen war die Konstruktion des Drillingsturms, der etwa ab 1909 Einzug in den Kriegsschiffbau hielt und zunächst vor allem in der italienischen (Conte-di-Cavour-Klasse), der russischen (Gangut-Klasse) und der k. u. k.-Marine (Tegetthoff-Klasse) Verwendung fand.

### Wettrüsten
In den Folgejahren bis zum Ersten Weltkrieg wurde der Bau dieser neuen Großkampfschiffe, besonders in Deutschland (wo diese Schiffe auch als Großlinienschiffe klassifiziert wurden) und Großbritannien im Rahmen des etwa um 1900 aufgekommenen deutsch-britischen Flottengegensatzes, vorrangig forciert. So baute Deutschland zwischen 1908 und 1911 sieben und das Vereinigte Königreich elf neue Schlachtschiffe. Auch andere Marinen, wie die der Vereinigten Staaten und Japans, Frankreichs und Italiens, begannen verstärkt mit der Indienstnahme von Großkampfschiffen. Selbst kleinere Marinen, wie etwa die brasilianische (Minas-Geraes-Klasse), die chilenische (Almirante Latorre) oder die argentinische (Rivadavia), begannen mit der Indienststellung von Dreadnoughts; in allen drei Fällen wurden die Schiffe allerdings im Ausland in Auftrag gegeben (im Falle der Almirante Latorre wurde das Schiff erst nach dem Ersten Weltkrieg ausgeliefert, da die Royal Navy das Schiff bei Kriegsausbruch 1914 kurzerhand angekauft und als HMS Canada selbst bis 1920 genutzt hatte). Einen besonderen Weg, bedingt durch ein geringes Budget, ging die spanische Marine, die mit den drei Dreadnoughts der España-Klasse einen Typ schuf, der einerseits zwar eine schwere Bewaffnung (acht 305-mm-Geschütze) führte, aber andererseits mit einer maximalen Verdrängung von etwa 15.800 tn.l. kaum größer als die früheren Einheitslinienschiffe war. Allerdings waren der Panzerschutz und der Schutz gegen Unterwassertreffer bei diesen Schiffen sehr schwach. Der Nachteil dieser Schiffe war, dass sie einerseits sowohl im Bau als auch im Unterhalt extrem kostspielig waren (ein Dreadnought-Schlachtschiff kostete im Bau im Durchschnitt etwa zweieinhalb mal so viel wie ein älteres Einheitslinienschiff) und andererseits, dass sie gegenüber Unterwassertreffern nach wie vor eklatante Schwächen aufwiesen. Der Untergang des britischen Schlachtschiffes HMS Audacious 1914 nach nur einem Minentreffer zeigte dies auf eindrückliche Weise.
Bekannte Vertreter dieser Dreadnought-Ära waren etwa die US-amerikanische Texas von 1911, die zehn 356-mm-Geschütze führte, die deutsche Friedrich der Große von 1912, die französische Courbet (1911), die britische Iron Duke aus dem Jahre 1912 oder die russische Imperatriza Marija (1913). Die Länge dieser Schlachtschiffe betrug etwa 170 Meter.

### Erster Weltkrieg
Diese Schiffe bildeten den Kern der Kriegsflotten im Ersten Weltkrieg. Durchschnittlich verdrängte ein Dreadnought-Schlachtschiff im Ersten Weltkrieg etwa 26.000 ts und hatte eine Besatzung von bis zu 1400 Mann. Die Anzahl der schweren Geschütze schwankte zwischen zehn und vierzehn, wobei das Kaliber zumeist zwischen 280 mm und 356 mm lag. Ferner befand sich meistens noch eine Mittelartillerie aus acht bis 14 Kasemattgeschützen an Bord, deren Kaliber zwischen 102 mm und 152 mm gewählt war. Durchschnittlich wurde im Ersten Weltkrieg mit der schweren Artillerie der Schiffe etwa auf eine Distanz von rund zwölf bis 15 Kilometern gekämpft, wobei es gleichwohl auch Ausnahmen gab: so bekämpften sich beispielsweise 1916 im Schwarzen Meer das russische Schlachtschiff Imperatriza Marija und der deutsche Schlachtkreuzer Goeben während eines kurzen Zusammentreffens auf eine Entfernung von bis zu 24 Kilometern – ohne dass dabei allerdings ein Treffer erzielt wurde.
Im Verlauf des Krieges bauten die kriegführenden Staaten auch die ersten sogenannten Super-Dreadnoughts. Diese Schiffe verdrängten bereits deutlich über 30.000 ts und waren mit Geschützen vom Kaliber 380 mm oder größer bewaffnet. Vertreter dieses Typs waren etwa die britische Queen Elizabeth oder die Schiffe der deutschen Bayern-Klasse, von welcher aber bis zum Kriegsende 1918 nur zwei Exemplare gebaut wurden. Mit der japanischen Nagato wurde 1917 zudem erstmals ein Schlachtschiff mit 406-mm-Geschützen auf Kiel gelegt. Das einzige größere Aufeinandertreffen von britischen und deutschen Schlachtschiffen ereignete sich während der Skagerrakschlacht (englisch: Battle of Jutland) am 31. Mai 1916, als 99 deutsche auf 151 britische Kriegsschiffe trafen, darunter 21 deutsche und 37 britische Großkampfschiffe. Andere nennenswerte Einsätze von Großkampfschiffen geschahen im Seegefecht bei den Falklandinseln 1914 und bei der Schlacht im Moonsund 1917. Einen weiteren erwähnenswerten Einsatz von Großkampfschiffen und älteren Linienschiffen im Ersten Weltkrieg gab es während der Kämpfe um die Dardanellen.
Gleichwohl zeigte sich, dass die mit enormem Aufwand ausgebauten Schlachtflotten nicht die entscheidenden Waffen waren und eher eine gegenseitige Pattsituation bewirkten. Die deutsche Hochseeflotte verbrachte die meiste Zeit während des Krieges in ihren Stützpunkten als eine Fleet-in-being, während die britische Flotte auf der anderen Seite der Nordsee vergebens auf einen Vorstoß der deutschen Marine wartete. Einen eigenen Vorstoß in Richtung der deutschen Küsten unternahm sie indessen auch nicht. Von wesentlich größerem Einfluss auf den Kriegsverlauf waren letztlich die britische Blockade Deutschlands, der deutsche U-Boot-Krieg und der Minenkrieg. Nach dem Waffenstillstand 1918 wurden die modernsten Schiffe der deutschen Hochseeflotte, darunter elf Schlachtschiffe und fünf Schlachtkreuzer, an die Siegermächte ausgeliefert und 1919 in Scapa Flow durch Selbstversenkung der Beschlagnahmung entzogen.

### Zwischenkriegszeit
Nach dem Ende des Ersten Weltkrieges versuchten die führenden Großmächte in der Zwischenkriegszeit einen neuerlichen Flottenwettlauf zu unterbinden, sowohl was die Anzahl der Schlachtschiffe als auch deren Größe anging. Die Ursache zu diesem Schritt lag auch darin begründet, dass Japan mit dem sogenannten 8:8-Programm im Juni 1920 ein ambitioniertes Flottenbauprogramm (über 16 Großkampfschiffe) bewilligt hatte. Dies war weder im Sinne der Briten, welche die wirtschaftlichen und finanziellen Folgen des Ersten Weltkrieges sowie der eigenen massiven Seerüstung noch zu bewältigen hatte, noch der Vereinigten Staaten, die das Erstarken Japans im Pazifik mit Misstrauen verfolgten. Zu diesem Zweck wurde im November 1921 die Washingtoner Flottenkonferenz ins Leben gerufen, die einen zehnjährigen Baustopp für Schlachtschiffe sowie eine maximale Größe von späteren Neubauten von 35.000 ts vorsah. Zudem sollte das Geschützkaliber auf höchstens 406 mm begrenzt werden. Ferner durften Ersatzbauten für ältere Schiffe erst dann begonnen werden, wenn das Schiff, welches ersetzt werden sollte, mindestens 20 Jahre alt war. Alle großen Seemächte verpflichteten sich außerdem zu einer teils drastischen Reduzierung ihrer bestehenden Tonnage an Großkampfschiffen. So hätte beispielsweise Großbritannien seine Schlachtschiff-Tonnage von 1.296.450 ts (Bestand im Jahre 1920) auf 525.000 ts (Planungsvorgabe für das Jahr 1934) verringern müssen.
Dieser erste bedeutende Abrüstungsvertrag der Neuzeit, welcher am 6. Februar 1922 nach dreimonatigen Verhandlungen abgeschlossen wurde, litt jedoch von Beginn an unter dem Unwillen einiger Staaten zu maritimen Rüstungsbegrenzungen, vor allem Japans, Frankreichs und Italiens, und bewirkte über diverse Sonderklauseln, dass nur wenige Jahre später ein erneuter Rüstungswettlauf einsetzte, hauptsächlich unter kleineren Schiffseinheiten in der Kreuzerkategorie. Zudem wurde in einigen Staaten, vor allem in den Vereinigten Staaten und in Japan, versucht, bereits begonnene und noch in den Werften liegende Schiffe, die gemäß dem Vertrag hätten abgewrackt oder rückgebaut werden müssen, noch zu „retten“. So wurde etwa in den Vereinigten Staaten die Fertigstellung des Schlachtschiffes Maryland ab 1921 vorrangig vorangetrieben und das Schiff schnellstmöglich Probefahrten unterzogen, obwohl Teile der Ausstattung – etwa die Feuerleitanlage und die 127-mm-Geschütze der Mittelartillerie – noch gar nicht eingebaut waren. In Japan, den Vereinigten Staaten und in weit geringerem Maße in Frankreich wurden außerdem mehrere begonnene Neubauten, beispielsweise die Schiffe der Lexington-Klasse, Akagi oder die Béarn, kurzerhand zu Flugzeugträgern umgebaut, (und als solche fielen sie nicht unter die Klauseln des Washingtoner Vertrages), obwohl die Schiffe ursprünglich als Schlachtkreuzer geplant und in Bau gegeben worden waren. Folglich wurden in den 1920er- und 1930er-Jahren zahlreiche Schlachtschiffe teils stark umgebaut, um die Kampfkraft der Schlachtflotten ohne neue Schlachtschiffe zu erhöhen.
Die nachfolgenden Konferenzen in London 1930 und 1936 (an denen Japan und Italien gar nicht mehr teilnahmen) erbrachten dann auch keine nennenswerten und verbindlichen Resultate mehr. Nach dem bilateralen deutsch-britischen Flottenabkommen von 1935, das auf entschiedenen Widerstand Frankreichs stieß (hätte es doch Deutschland die de facto gleiche Flottenstärke wie Frankreich zugestanden), sowie im Kontext der wachsenden japanischen Machtambitionen in Fernost, des daraus resultierenden und wachsenden US-amerikanisch-japanischen Gegensatzes und einer verstärkten italienischen Flottenrüstung, waren die Absichten zur Rüstungsbegrenzung quasi ab Mitte der 1930er-Jahre gegenstandslos geworden.
In der Folgezeit bis zum Beginn des Zweiten Weltkrieges begannen in fast allen großen Marinen Bauvorhaben für neue Schlachtschiffe. In Großbritannien wurden ab 1936 die Schlachtschiffe der King-George-V-Klasse gebaut, die zwar offiziell mit 35.000 ts vermessen waren, tatsächlich aber weit über 40.000 ts verdrängten. Die USA produzierten ab 1937 die North-Carolina-Klasse, deren Schiffe rund 45.000 ts maximal verdrängten und die neun 406-mm-Geschütze besaßen, und Deutschland baute ab Ende 1936 die Schlachtschiffe der Bismarck-Klasse, deren Einsatzverdrängung bei über 50.000 ts lag. Italien begann im Jahr 1934 mit dem Bau der Schiffe der Littorio-Klasse (43.600 ts), worauf Frankreich 1935 das erste Schiff der Richelieu-Klasse auf Kiel legte, dessen Wasserverdrängung über 48.000 ts lag. In Japan wurde schließlich im November 1937 das Schlachtschiff Yamato in Bau gegeben. Die Bemühungen um eine Rüstungsbegrenzung waren folglich umsonst gewesen.
Im Vergleich zu den Schlachtschiffen des Ersten Weltkrieges besaßen alle diese Bauten eine größere Wasserverdrängung, bessere Schutz- und Panzersysteme und eine wesentlich verstärkte Flugabwehr. Neben zahlreichen leichten und mittleren Schnellfeuerwaffen, meistens im Kaliber zwischen 20 mm und 40 mm, befanden sich schwere Flakbatterien an Bord (häufig acht bis 20 Geschütze), die ein Kaliber zwischen 90 mm (etwa bei der italienischen Littorio-Klasse) und 133 mm (King-George-V-Klasse) besaßen. Die Missouri beispielsweise führte im Jahr 1945 zwanzig schwere 127-mm-Flak, 80 40-mm-Kanonen und bis zu 62 20-mm-Flak. Diese massive Verstärkung der Luftabwehrkapazitäten ließ auch die Größe der Besatzungen stark anwachsen. Benötigte ein Schlachtschiff im Ersten Weltkrieg zumeist eine Besatzung von etwa 1100 bis 1400 Mann, so umfasste die Besatzung eines Schlachtschiffes im Zweiten Weltkrieg im Durchschnitt etwa 1800 bis 2700 Mann. Zudem war die Geschwindigkeit dieser neuen Schiffe wesentlich höher als bei früheren Entwürfen. So erreichten beispielsweise die Schiffe der ab 1943 gebauten US-amerikanischen Iowa-Klasse eine Geschwindigkeit von rund 33 Knoten, womit sie etwa so schnell waren wie ein Torpedoboot im Ersten Weltkrieg.

### Zweiter Weltkrieg
Im Zweiten Weltkrieg zeigte sich der Schwachpunkt dieser Schiffe. Trotz einer verstärkten Flugabwehr waren die Schlachtschiffe gegen Angriffe durch moderne Flugzeuge nur unzureichend geschützt.
Ging die größte Bedrohung zu Anfang des Krieges noch hauptsächlich von U-Boot-Torpedos aus – so wurde etwa das aus dem Ersten Weltkrieg stammende britische Schlachtschiff Royal Oak 1939 im eigenen Heimatstützpunkt von einem deutschen U-Boot versenkt – wurden Flugzeuge im Verlauf des Krieges mit Waffen ausgestattet, mit denen sie Schlachtschiffe erfolgreich versenken konnten (Tallboy, Fritz X, Lufttorpedo). Die Verluste der deutschen Schlachtschiffe Bismarck und Tirpitz, der italienischen Roma im Jahre 1943 sowie die Verluste der US-Marine in Pearl Harbor 1941 zeigten dies deutlich. Die Versenkung der mit knapp 70.000 ts Standardverdrängung vermessenen (und damit größten je gebauten) Schlachtschiffe Yamato und Musashi der japanischen Marine, die eine Hauptbatterie mit neun 460-mm-Geschützen besaßen, bestätigte dies. Die Tatsache, dass etwa Japan in den letzten Kriegsjahren einige seiner verbleibenden Schlachtschiffe (Ise-Klasse) zu Hybridschiffen umbauen ließ, zeigt dies endgültig. Die achteren schweren Artillerietürme wurden entfernt und durch ein Flugdeck ersetzt. Dieser Versuch, bereits vorhandene Schlachtschiffe an die neue Bedrohungslage aus der Luft anzupassen, erwies sich aber als ineffizient und teuer.
Gleichwohl besaßen die Schlachtschiffe, die während des Zweiten Weltkrieges oder in den 1930er-Jahren gebaut und in Dienst genommen wurden, eine wesentlich verbesserte Standfestigkeit und eine dementsprechend stärkere Widerstandskraft gegenüber Beschuss aller Art. War der Unterwasserschutz noch eine Schwäche der Schiffe bis zum Ersten Weltkrieg gewesen, so zeigten sich modernere Bauten diesbezüglich teilweise als sehr widerstandsfähig. Das deutsche Schlachtschiff Scharnhorst (35.540 ts) etwa, das 1943 im Nordmeer versenkt wurde, sank erst nach 13 Torpedo- und zahlreichen Artillerietreffern. Das japanische Schlachtschiff Musashi (69.646 ts Standardverdrängung) sank 1944 in der Sibuyan-See erst nach mindestens 19 Torpedo- und schätzungsweise 17 Bombentreffern. Insofern ist eine deutliche Verbesserung der Wirksamkeit der Schutzsysteme gegenüber Unterwassertreffern im Vergleich zu früheren Einheiten erkennbar, was aber letztlich die Schlagkraft feindlicher Luft- und Trägerstreitkräfte und eine allgemeine gegnerische Übermacht nicht ausgleichen konnte.
Auch die Artillerie der Schiffe war verbessert worden. Einerseits wurden die Mittel zur Feuerleitung ständig verbessert und somit die Präzision des Geschützfeuers erhöht, im späteren Verlauf des Krieges wurden die Schiffe andererseits zudem verstärkt mit Radar ausgerüstet und konnten so ihre Artillerie bei Tag und Nacht über größere Entfernungen einsetzen. Dennoch war die durchschnittliche Kampfentfernung nur unwesentlich höher als im Ersten Weltkrieg. Grund dafür war die durch die Erdkrümmung begrenzte optische Erfassbarkeit von Zielen. Treffer auf Distanzen von mehr als 20 km waren höchst selten: 1940 gelang dem deutschen Schlachtschiff Scharnhorst vor Norwegen auf eine Distanz von rund 24,5 km ein entscheidender Treffer auf dem britischen Flugzeugträger Glorious; ebenfalls 1940 gelang dem britischen Schlachtschiff Warspite über eine ähnlich große Distanz ein Treffer auf dem italienischen Schlachtschiff Giulio Cesare. Die größte Reichweite aller Schlachtschiffgeschütze des Zweiten Weltkrieges besaßen die 381-mm-Geschütze der italienischen Schlachtschiffe der Littorio-Klasse und die 460-mm-Geschütze der Yamato-Klasse mit 42 km, etwa die gleiche Höchstreichweite besaßen die 380-mm-Geschütze der französischen Richelieu-Klasse. Selbst die wesentlich kleineren 280-mm-Geschütze der deutschen Scharnhorst-Klasse erreichten noch eine maximale Schussweite von knapp über 40 km. Treffer wurden über diese Extremdistanzen allerdings nie erzielt.
Es zeigte sich auch, dass Schlachtschiffe nur selten direkt miteinander in Gefechte verwickelt wurden und daher ein eher schlechtes Kosten-Nutzen-Verhältnis aufwiesen. Daneben kam es zu einigen wenigen Gefechten, in denen Schlachtschiffe eingesetzt wurden, in welchen sie aber nur auf leichtere feindliche Seestreitkräfte trafen (und sie teils besiegten), etwa in der Schlacht bei Kap Matapan. Schlachtschiffe bewährten sich zwar als „schwimmende Artillerie“ bei Landungsunternehmen, etwa beim Inselspringen im Pazifik, beim Unternehmen Sizilien oder bei der Landung der Alliierten in der Normandie. Diese Aufgaben konnten aber auch durch kleinere, billigere Schiffe und in zunehmendem Maße auch von Kampfflugzeugen übernommen werden. Daher wurden die Schlachtschiffe nach dem Zweiten Weltkrieg wegen der nunmehr wegfallenden traditionellen Einsatzgrundlage in den meisten Marinen der Welt ausgemustert.

### Zeit nach 1945

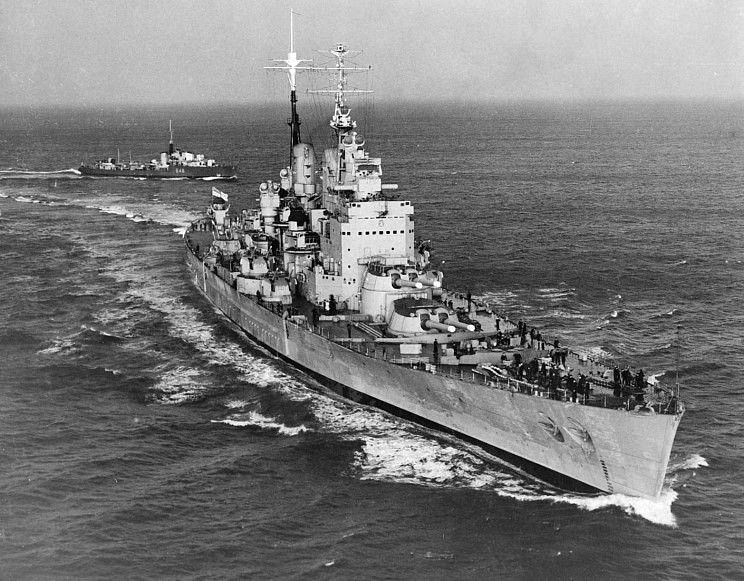
Die Vanguard von 1946

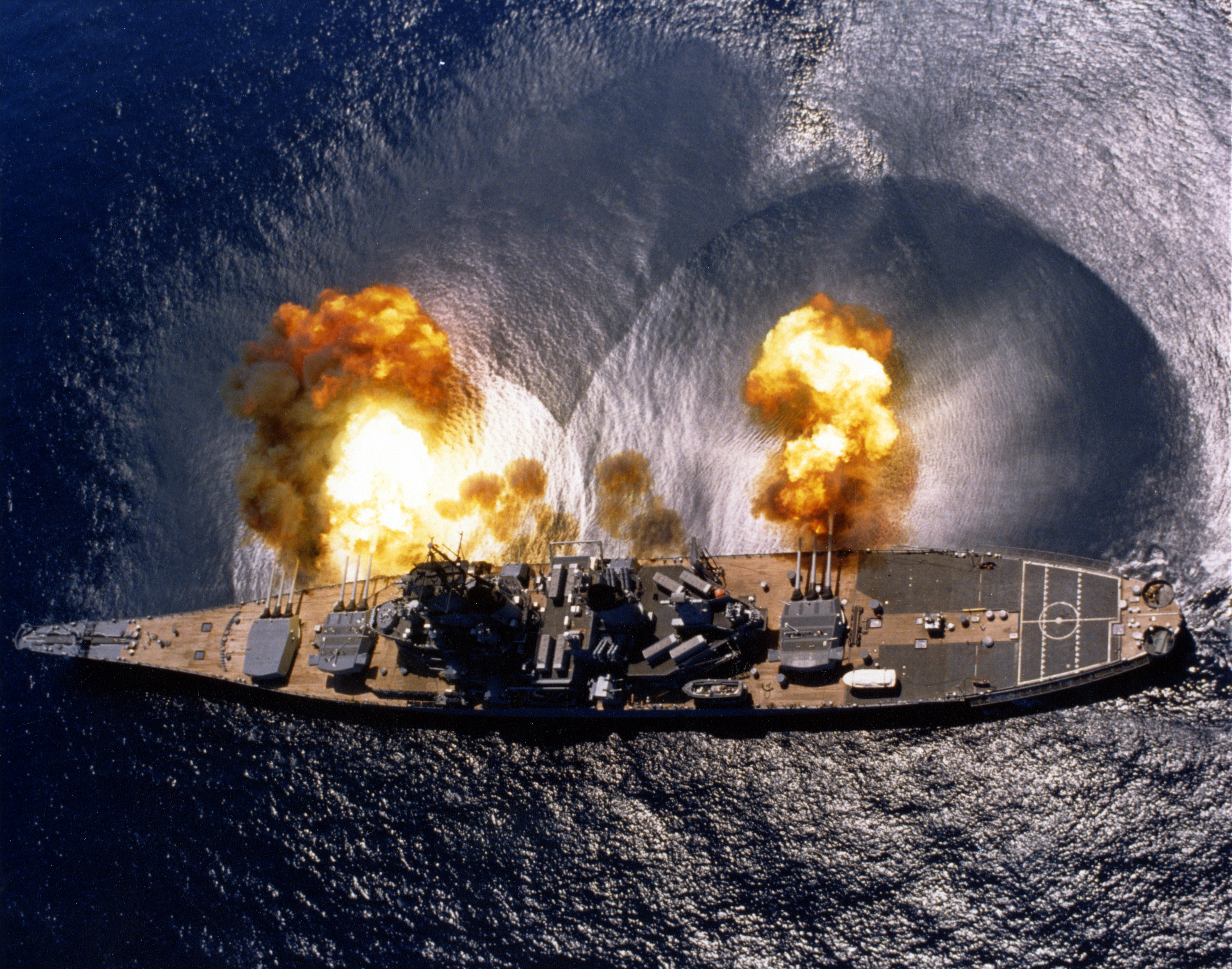
Die Iowa feuert eine 2/3-Breitseite; gut zu erkennen ist die Druckwelle auf dem Wasser

Bereits während des Zweiten Weltkrieges zeigte sich, dass Schlachtschiffe in ihrem eigentlichen Aufgabenbereich nicht mehr zeitgemäß waren. U-Boote, Zerstörer und von Flugzeugträgern aus operierende Kampfflugzeuge stellten eine günstigere und zumeist auch effektivere Alternative zum Schlachtschiff dar.
Die letzten in Dienst gestellten Einheiten waren die britische Vanguard im Jahre 1946 und die auf Grund vieler Verzögerungen erst 1949 in Dienst gestellte französische Jean Bart. Beide Schiffe hatten jedoch ein eher kurzes Leben, denn die Vanguard wurde bereits 1960 und die Jean Bart zusammen mit ihrem Schwesterschiff Richelieu schließlich 1968 abgewrackt. Während die meisten dieser Einheiten, die den Zweiten Weltkrieg überstanden hatten, noch gegen Ende der 1940er-Jahre zum Abbruch freigegeben wurden, kamen einige Schlachtschiffe in den 1950er-Jahren in verschiedenen Konflikten nochmals zum Einsatz, hauptsächlich während des Koreakrieges (1950–1953) und während der Sueskrise 1956. Allerdings beschränkte sich der Einsatz fast ausschließlich auf Küstenbeschießungen, so etwa im Oktober 1951, als die New Jersey nordkoreanische Einrichtungen bei Wŏnsan, Hŭngnam und Kansong beschoss, während die französischen Schlachtschiffe Richelieu und Jean Bart auf eine Beschießung der ägyptischen Küstengebiete während der Sueskrise letztlich weitgehend verzichteten, lediglich die Jean Bart feuerte vier 380-mm-Granaten auf vermutete Küstenstellungen ab, bevor die Order zur Feuereinstellung gegeben wurde.
Zudem, im Rahmen des ab Ende der 1940er-Jahre beginnenden Kalten Krieges, erschienen in der westlichen Fachpresse etwa ab 1948 mehrfach Meldungen über angebliche neue sowjetische Schlachtschiffe, welche teilweise allerdings erheblich übertriebene Leistungs- und Bewaffnungsdaten besaßen (so wurde in einem Falle berichtet, die Schiffe würden über 457-mm-Geschütze verfügen und bis zu 55.000 ts verdrängen). Diese Meldungen, die vermutlich vom sowjetischen Geheimdienst gezielt lanciert worden waren und im Westen für Verunsicherung sorgen sollten, verschwanden ab etwa 1953 wieder aus der Presselandschaft. Tatsache ist, dass diese Schiffe, die teils Phantasienamen wie Krasnaja Sibirja erhielten, nie existiert haben. Einerseits war die sowjetische Werftindustrie infolge der Kriegsauswirkungen zu diesem Zeitpunkt noch gar nicht in der Lage, solche Schiffe zu produzieren. Andererseits hatte auch die sowjetische Marine längst erkannt, dass Schlachtschiffe den Anforderungen des modernen Seekrieges nicht mehr entsprachen.
In den 1950er-Jahren wurden die US-amerikanischen Schlachtschiffe der Iowa-Klasse mit Nukleargranaten ausgerüstet. Diese 862 Kilogramm schweren 406-mm-Granaten (Bezeichnung: W23 „Katie“, eine Weiterentwicklung der W9-Granate) hatten ein Explosionsäquivalent von etwa 17 Kilotonnen TNT, womit artilleristisch das Maximum von dem ausgeschöpft war, was noch aus dem Konzept des Schlachtschiffes als Artillerieträger gewonnen werden konnte. Allerdings wurden vermutlich nicht mehr als 50 Granaten dieses Typs produziert.
Die letzten US-amerikanischen Schlachtschiffe der Iowa-Klasse wurden 1958 eingemottet. Die New Jersey wurde allerdings 1968 für rund eineinhalb Jahre für Küstenbeschießungen im Vietnamkrieg reaktiviert. Der Einsatz des Schiffes wurde später als Erfolg gewertet, war er doch vor allem kostengünstig (eine Vollsalve des Schiffes entsprach grob der Bombenlast von acht Jagdbombern, welche im Unterhalt und im Falle des Verlustes teurer waren). Nach dem Ende des Vietnamkrieges wurde das Schiff wieder eingemottet. Alle vier Schiffe der Klasse wurden dann ab 1982 noch einmal im Rahmen des Plans Marine der 600 Schiffe reaktiviert; dafür wurden sie zusätzlich mit Armored Box Launchers mit Marschflugkörpern wie der BGM-109 Tomahawk ausgerüstet.
Im Winter 1983/84 wurde dabei die altgediente USS New Jersey ins Mittelmeer abkommandiert und vor der Küste des Libanon eingesetzt – zur Unterstützung der internationalen, hauptsächlich aus Franzosen und US-Amerikanern bestehenden Schutztruppe für den Libanon (MNFL) – und beschoss syrische und drusische Stellungen mit ihren 406-mm-Geschützen. Der Einsatz, der nach militärischen Gesichtspunkten auf Grund der nach wie vor präzise schießenden Artillerie sehr erfolgreich war, rief allerdings auch Proteste hervor, da unbestätigten Meldungen zufolge auch zivile Wohnanlagen getroffen worden sein sollen.
Zwei dieser Schiffe kamen ferner letztmals im Jahr 1991 zum Einsatz, als sie im Zweiten Golfkrieg Ziele im Irak mit Artillerie und Marschflugkörpern beschossen. Nach dem Golfkrieg wurde das letzte Schlachtschiff der Vereinigten Staaten, die Missouri, am 31. März 1992 ausgemustert. Die Iowa und die Wisconsin wurden von der US Navy noch bis 2006 in Bereitschaft gehalten, dann aber endgültig stillgelegt, womit die Ära der Schlachtschiffe ihr Ende fand.

### Bekannte Schlachtschiff-Klassen des Ersten Weltkrieges
- Queen-Elizabeth-Klasse (Vereinigtes Königreich)
- Bayern-Klasse (Deutsches Kaiserreich)
- Imperatriza-Marija-Klasse (Russland)
- Courbet-Klasse (Frankreich)
- Tegetthoff-Klasse (Österreich-Ungarn)
- New-York-Klasse (Vereinigte Staaten)

### Bekannte Schlachtschiff-Klassen der Zwischenkriegszeit
- Nelson-Klasse (Vereinigtes Königreich)
- Tennessee-Klasse (Vereinigte Staaten)
- Colorado-Klasse (Vereinigte Staaten)
- Nagato-Klasse (Japan)

### Bekannte Schlachtschiff-Klassen des Zweiten Weltkrieges
- Bismarck-Klasse (Drittes Reich)
- South-Dakota-Klasse (Vereinigte Staaten)
- Iowa-Klasse (Vereinigte Staaten)
- King-George-V-Klasse (Vereinigtes Königreich)
- Littorio-Klasse (Italien)
- Richelieu-Klasse (Frankreich)
- Yamato-Klasse (Japan)